# Millery (Costa d'Or)
Millery és un municipi francès, situat al departament de la Costa d'Or i a la regió de Borgonya - Franc Comtat. L'any 2007 tenia 371 habitants.

## Demografia

### Població
El 2007 la població de fet de Millery era de 371 persones. Hi havia 152 famílies, de les quals 32 eren unipersonals (8 homes vivint sols i 24 dones vivint soles), 60 parelles sense fills, 56 parelles amb fills i 4 famílies monoparentals amb fills.
La població ha evolucionat segons el següent gràfic:
Habitants censats

### Habitatges
El 2007 hi havia 192 habitatges, 153 eren l'habitatge principal de la família, 32 eren segones residències i 8 estaven desocupats. 182 eren cases i 8 eren apartaments. Dels 153 habitatges principals, 130 estaven ocupats pels seus propietaris, 20 estaven llogats i ocupats pels llogaters i 3 estaven cedits a títol gratuït; 4 tenien una cambra, 4 en tenien dues, 16 en tenien tres, 35 en tenien quatre i 94 en tenien cinc o més. 125 habitatges disposaven pel capbaix d'una plaça de pàrquing. A 59 habitatges hi havia un automòbil i a 86 n'hi havia dos o més.

### Piràmide de població
La piràmide de població per edats i sexe el 2009 era:
| Homes | Edats   | Dones |
| ----- | ------- | ----- |
| 0     | 95 o +  | 0     |
| 0     | 90 a 94 | 0     |
| 4     | 85 a 89 | 0     |
| 4     | 80 a 84 | 0     |
| 4     | 75 a 79 | 8     |
| 8     | 70 a 74 | 0     |
| 4     | 65 a 69 | 4     |
| 0     | 60 a 64 | 8     |
| 36    | 55 a 59 | 8     |
| 0     | 50 a 54 | 32    |
| 20    | 45 a 49 | 20    |
| 12    | 40 a 44 | 8     |
| 12    | 35 a 39 | 4     |
| 12    | 30 a 34 | 16    |
| 4     | 25 a 29 | 16    |
| 8     | 20 a 24 | 4     |
| 16    | 15 a 19 | 8     |
| 8     | 10 a 14 | 8     |
| 16    | 5 a 9   | 12    |
| 0     | 0 a 4   | 20    |

## Economia
El 2007 la població en edat de treballar era de 240 persones, 180 eren actives i 60 eren inactives. De les 180 persones actives 171 estaven ocupades (95 homes i 76 dones) i 9 estaven aturades (3 homes i 6 dones). De les 60 persones inactives 32 estaven jubilades, 17 estaven estudiant i 11 estaven classificades com a «altres inactius».

### Ingressos
El 2009 a Millery hi havia 151 unitats fiscals que integraven 374,5 persones, la mediana anual d'ingressos fiscals per persona era de 20.420 €.

### Activitats econòmiques
Dels 9 establiments que hi havia el 2007, 2 eren d'empreses de construcció, 2 d'empreses de comerç i reparació d'automòbils, 1 d'una empresa d'hostatgeria i restauració, 1 d'una empresa d'informació i comunicació, 1 d'una empresa de serveis i 2 d'empreses classificades com a «altres activitats de serveis».
Dels 3 establiments de servei als particulars que hi havia el 2009, 2 eren lampisteries i 1 perruqueria.
L'any 2000 a Millery hi havia 24 explotacions agrícoles que ocupaven un total de 1.904 hectàrees.

## Poblacions més properes
El següent diagrama mostra les poblacions més properes.